# Seconde investiture de Barack Obama
Pour l’article homonyme, voir Investiture de Barack Obama.
La seconde investiture de Barack Obama comme président des États-Unis a marqué le début du second mandat de Barack Obama en tant que Président et de Joe Biden en tant que vice-président. Une cérémonie privée (serment) a eu lieu le dimanche 20 janvier 2013, dans la Blue Room de la Maison-Blanche. Une cérémonie publique d'inauguration a eu lieu le lundi 21 janvier 2013, au bâtiment du Capitole des États-Unis.